# Jack McConnell
Jack McConnell, född 30 juni 1960 i Irvine, var försteminister i Skottland 2001-2007. Han växte upp på en gård på Arran. McConnell är gift med Bridget McConnell, har en dotter och en son. Innan han blev försteminister var han finansminister och utbildningsminister. Han är partiledare för det skotska Labourpartiet.
Han är den som varit försteminister längst tid i det skotska parlamentets historia.